# Dhola
Dhola è una suddivisione dell'India, classificata come census town, di 8.049 abitanti, situata nel distretto di Bhavnagar, nello stato federato del Gujarat. In base al numero di abitanti la città rientra nella classe V (da 5.000 a 9.999 persone).

## Geografia fisica
La città è situata a 21° 49' 57 N e 71° 44' 02 E.

## Società

### Evoluzione demografica
Al censimento del 2001 la popolazione di Dhola assommava a 8.049 persone, delle quali 4.197 maschi e 3.852 femmine. I bambini di età inferiore o uguale ai sei anni assommavano a 1.093, dei quali 600 maschi e 493 femmine. Infine, coloro che erano in grado di saper almeno leggere e scrivere erano 5.396, dei quali 3.165 maschi e 2.231 femmine.